# Presumtionsregeln
Presumtionsregeln är den inte längre gällande tredje paragrafen i den svenska Expropriationslagens (1972:719) fjärde kapitel. Denna regel tillämpades när en ersättning skulle bestämmas då markexploatering ledde till att en markägare fick sin fastighet inlöst eller då rätten att nyttja den inskränktes.
Regeln innebar att de värdeökningar som skett de senaste 10 åren före inlösen endast fick räknas markägaren tillgodo om det var utrett att värdeökningarna inte berodde på värdehöjande åtgärder. Syftet var att en markägare som visste om att fastigheten skulle bli inlöst inte skulle kunna öka värdet endast i syfte att få högre ersättning.
Presumtionsregeln infördes i samband med den nya expropriationslagen 1972 och har haft betydelse i ett flertal rättsfall. Presumtionsregeln upphävdes genom lag (2010:832). 